# Xorides ephialtoides
Xorides ephialtoides is een vliesvleugelig insect uit de familie van de gewone sluipwespen (Ichneumonidae). De wetenschappelijke naam van de soort is voor het eerst geldig gepubliceerd in 1882 door Kriechbaumer.